# Darse de Villefranche-sur-Mer
La darse de Villefranche-sur-Mer est le port historique de cette ville des Alpes-Maritimes, sur la Côte d'Azur. Elle est l'ancien arsenal du duché de Savoie, devenu plus tard royaume de Sardaigne. Les principaux bâtiments du port sont protégés par les monuments historiques depuis 1991.

## Site

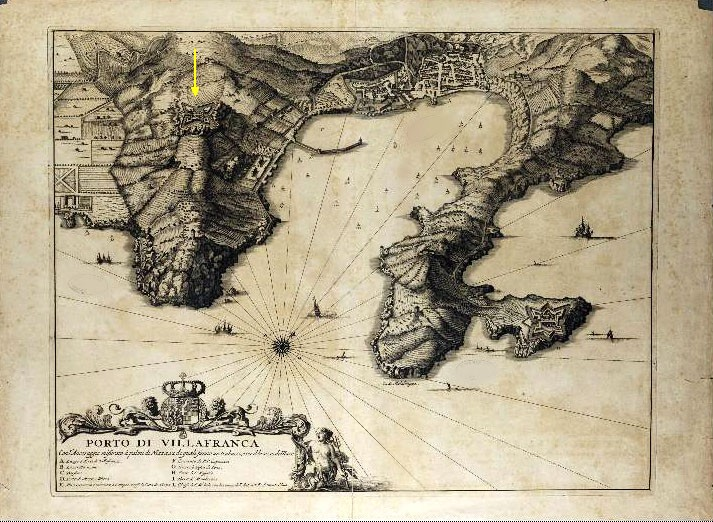
Carte ancienne de la rade de Villefranche

Entre Monaco et Nice, au débouché des Alpes, la rade de Villefranche a de tout temps constitué une étape sur les routes maritimes de la mer Méditerranée.
La rade est entourée de toute part de falaises : Cap Ferrat, Cap de Nice, premiers contreforts des Alpes. Cet amphithéâtre de collines protège un vaste plan d’eau de deux kilomètres sur un et demi avec des fonds atteignant cent mètres.
Villefranche est située en bordure d’un axe maritime important de la Méditerranée, à mi-distance des grands ports de Gênes et de Marseille. Elle constituait aussi le débouché de la « Route du sel » qui traversait le sud des Alpes.
Aux époques où la navigation se faisait près des côtes avec des ravitaillements fréquents en eau et en vivres, la rade de Villefranche offrait un havre pouvant abriter une flotte entière.
Le duché de Savoie, plus tard royaume de Sardaigne, était un état montagnard dirigé depuis Turin. Le comté de Nice fut longtemps sa seule fenêtre sur la mer. La rade de Villefranche devint naturellement le site du port royal.

## Histoire de la Darse

### Les origines

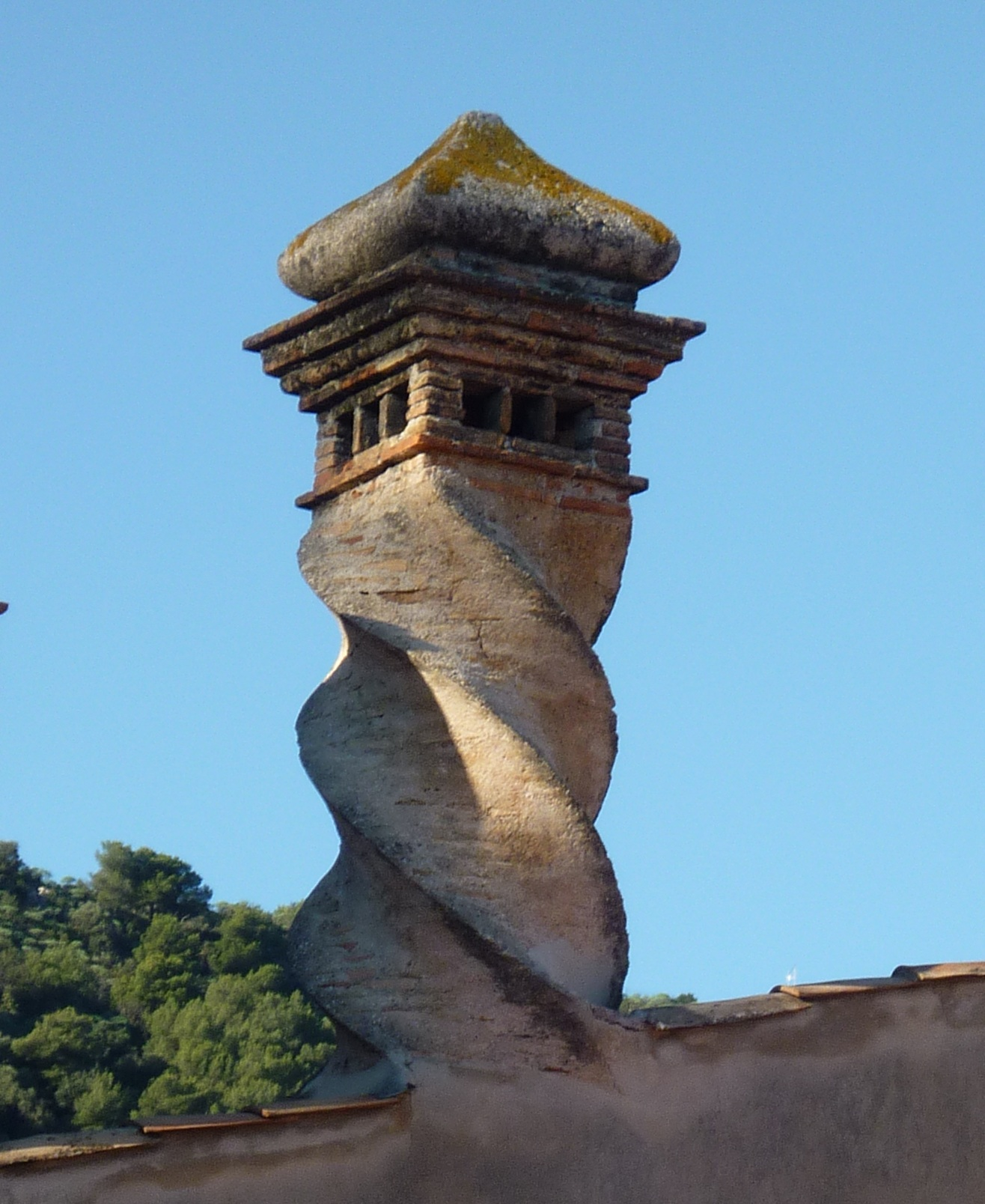
Cheminée de la "Vieille Forge" de la Darse (1730)

#### Olivula
Les avantages maritimes de la rade de Villefranche ont été reconnus à toutes les époques mais son développement urbain n’a débuté que tardivement.
L’itinéraire maritime d’Antonin parle bien d’un « Portus Olivula » en fond de la rade de Villefranche mais aucun vestige romain n’a été retrouvé à ce jour. Olivula, devant les menaces surgies de la mer, migre à la fin de l’Antiquité sur le plateau Saint-Michel qui domine la ville actuelle.
Une piraterie intense et audacieuse utilise la rade comme base au début du Moyen Âge. Elle pousse les comtes de Provence à prendre des mesures défensives et à installer une population permanente. Ils font le choix de créer une bourgade dans le fond de la rade d’Olivula.

#### 8 août 1295: Fondation de Villefranche
Charles II d'Anjou, comte de Provence, fonde une « ville franche » (Villafranca) et lui octroie de nombreuses franchises commerciales par une charte de fondation conservée aux Archives de la ville. Il fait construire une petite digue au pied du bourg médiéval pour permettre aux navires de décharger leurs marchandises. Charles II était le neveu de Saint Louis. La nouvelle ville de Villefranche était un élément des postes chargés de la défense des frontières d'un domaine désormais sous influence française. Son père, Charles Ier d'Anjou, à l’origine du projet de fondation, était frère de Saint Louis.

#### 28 septembre 1388: «Dédition» du comté de Nice à la maison de Savoie
À la suite des intrigues de Jean Grimaldi, baron de Beuil, les populations du comté de Nice entrent en rébellion contre leur suzerain provençal et se donnent (« deditio ») au duc de Savoie Amédée VII, offrant à ce souverain montagnard un débouché vers la Méditerranée.
Le duc de Bourgogne Philippe le Bon loue les droits d'usage du port de Villefranche qui sert ainsi de base à sa flotte méditerranéenne, construite par des Portugais en Flandre.

### La Renaissance

La caraque Sante-Anna armée en 1522 à Villefranche, utilisée par les Hospitaliers

À l’aube du XVIe siècle, la Méditerranée conserve son rôle dominant dans l’aventure maritime. Les souverains d’Europe s’y affrontent et utilisent la rade de Villefranche comme point d’appui dans leurs conflits. Elle sert aussi de point de relâche pour les navires de commerce transitant au nord de la Méditerranée.

#### 1516: Naufrage de laLomellina
Une tornade d’une extrême violence coule au milieu de la rade une caraque génoise, la Lomellina. Durant vingt années, des campagnes de fouilles ont exploré l’épave de l’un des plus anciens et intéressants navires de la Renaissance retrouvés à ce jour.

#### 1527: Les Hospitaliers à Villefranche
Dès 1482, le comté de Nice était devenu une base pour les Hospitaliers de l'ordre de Saint-Jean de Jérusalem. Ils arment et décorent à Villefranche une grande caraque, la Santa-Anna, « vaisseau si puissant et si terrible qu’il était capable de combattre et de détruire cinquante galères ennemies ». Chassés de Rhodes par les Turcs, les Hospitaliers embarquent sur la Sainte-Anne et trouvent un temps, durant leur longue errance qui les mènera à Malte, un refuge à Villefranche,.

#### 1528: Le «droit de Villefranche»
Une bulle de Clément VII institue le « droit de Villefranche », une taxe sur toutes les marchandises transitant par le port. Cette redevance, fixée plus tard à 2 % de la valeur de la cargaison, s’appliquera aux navires qui rentrent en rade… ou qui passent au large,.

#### 1538: Bain forcé de Charles Quint
Dans le conflit qui oppose Charles Quint et François 1er, le pape Paul III offre sa médiation et propose comme terrain neutre pour les négociations le comté de Nice. Charles Quint rejoint Villefranche par la mer et séjourne quarante jours en rade dans la galère impériale. François 1er est à Villeneuve, en territoire français, et le pape fait la navette depuis son monastère de Nice. Une trêve est signée, très vite rompue.
À cette occasion, la reine de France, Éléonore de Habsbourg, sœur de Charles Quint, vient visiter son frère sur sa galère. Au retour, une passerelle se rompt sous le poids de la suite des souverains ; l'empereur et la reine tombent à l’eau ! Sans dommage : nous sommes au mois de juin.

#### 1539: Création de la Darse
Par deux ordonnances de novembre 1539, le duc Charles II décide le début des travaux du port artificiel de Villefranche pour lutter contre la piraterie des états barbaresques. Un premier môle en grosses pierres de La Turbie terminé par une petite tour de plan carré est édifié.

#### 1543: 130 galères franco-turques dans la rade

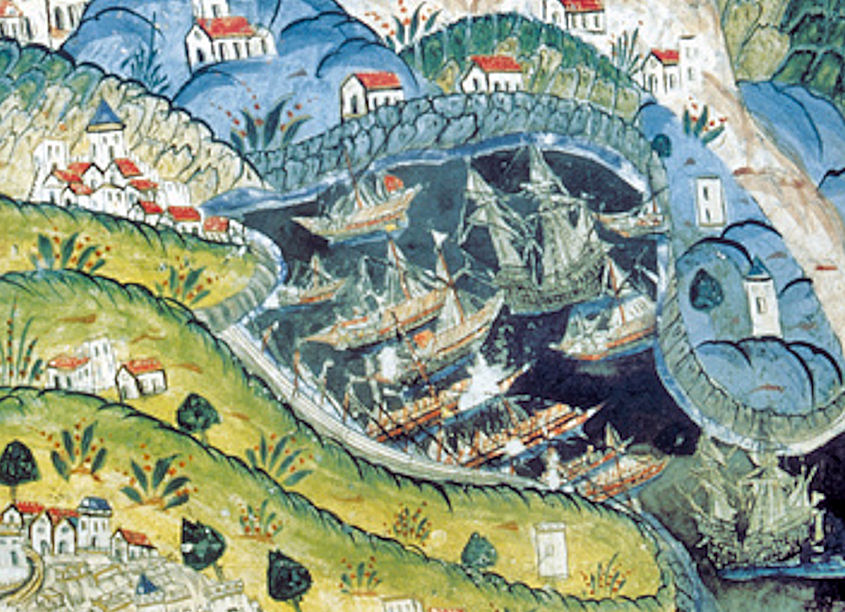
La rade de Villefranche en 1543 (manuscrit turc)

La rade accueille une flotte franco-turque de 130 galères venues assiéger Nice. Une flotte de secours rassemblée par Charles Quint sauve la place mais les ducs de Savoie prennent conscience de la nécessité de défendre Villefranche.

#### 1557: Début de la construction des fortifications
Le duc de Savoie, Emmanuel Philibert, décide de protéger la rade de Villefranche en établissant la citadelle Saint-Elme en fond de rade, le fort du mont Alban au col de Nice, suivi bientôt d’une troisième fortification, à Saint-Hospice, sur le cap Ferrat à l’entrée de la rade. Avec un plan en étoile, ces ouvrages sont adaptés à l’artillerie et annoncent déjà l’architecture du XVIIe siècle.

#### 1571: Bataille de Lépante
La flotte du Sultan, allié du roi de France, affronte les galères du reste de la Chrétienté réunies à l’appel du Pape. Trois galères de Savoie, basées à Villefranche, prennent part brillamment à cette éclatante victoire sur les Turcs et les Français.

#### 1571-1579: Extension de la Darse
Sous le règne d'Emmanuel Philibert les travaux de développement du port de la Darse s'échelonnent d'avril 1571 à mars 1579. Les dépenses concernent l'aménagement de l'ancien bassin, la création d'un nouveau bassin et des travaux sur le môle et la tour. Le port de la Darse accueille ses premières galères savoyardes du nouvel ordre des Saints-Maurice-et-Lazare.

#### 1582: Première galère construite à Villefranche
La flotte de Savoie était composée de galères louées. La construction d’une galère à Villefranche inaugure une politique d’autonomie permettant au duché de Savoie de tenir une place honorable parmi ses voisins.

### LeXVIIesiècle

#### 1613: Le «port franc»
Charles Emmanuel 1er érige la ville en « port franc ». Cette ouverture très libérale aux étrangers attire, en particulier, des proscrits juifs venus d’Oran.
À partir de cette époque jusqu’à la fin du XVIIIe siècle le port de la Darse, arsenal des ducs de Savoie qui vont devenir en 1720 rois de Piémont-Sardaigne, prend sa forme actuelle.

#### 1669: Le lazaret
Destiné à accueillir les personnes ou marchandises soumis à quarantaine, ce vaste ensemble comportait onze grands hangars dans deux grands bâtiments séparés. Il n’en subsiste qu’une élégante tour carrée au sud de la Darse.

### Le port royal

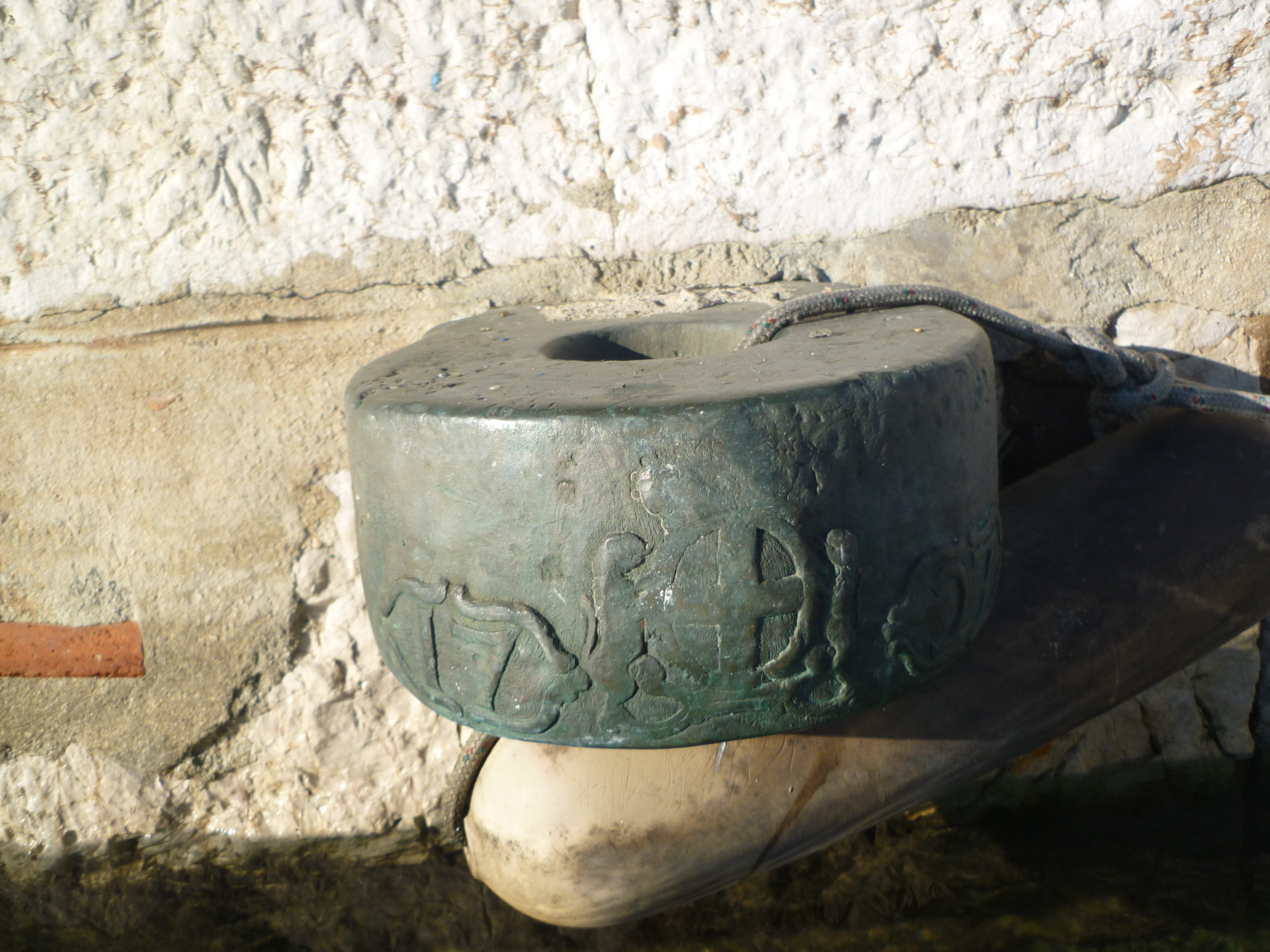
Anneau en bronze de 1727 aux armes du roi de Piémont-Sardaigne

#### 1719: Les voûtes du «Quartier militaire»
Les huit arcades de pierre du « Quartier militaire » sont l’entrée d’impressionnants couloirs voûtés de 25 à 50 mètres de long destinés, en particulier, à l’entrepôt des mâts et rames des galères. Les voûtes furent surmontées en 1774 par une caserne pour les soldats du Roi protégeant l’arsenal. La caserne fut détruite entre 1942 et 1945, et remplacée par le « Jardin Beaudouin ».

#### 1725: Le môle et sa mosquée
Le môle actuel du port est construit en 1725-1728, comme en témoignent les clés de voûtes des niches ornées de dates et de croix de Savoie. Il s'appuie sur un môle précédent datant des années 1550.
À son extrémité, une mosquée turque pour les galériens musulmans a subsisté jusqu'à sa destruction par une tempête en 1773. À la citadelle est conservée une pierre portant une sourate du Coran en arabe; datée de 1724, cette pierre gravée provient probablement de la mosquée.

#### 1730: La «forme des galères» et la «vieille forge»

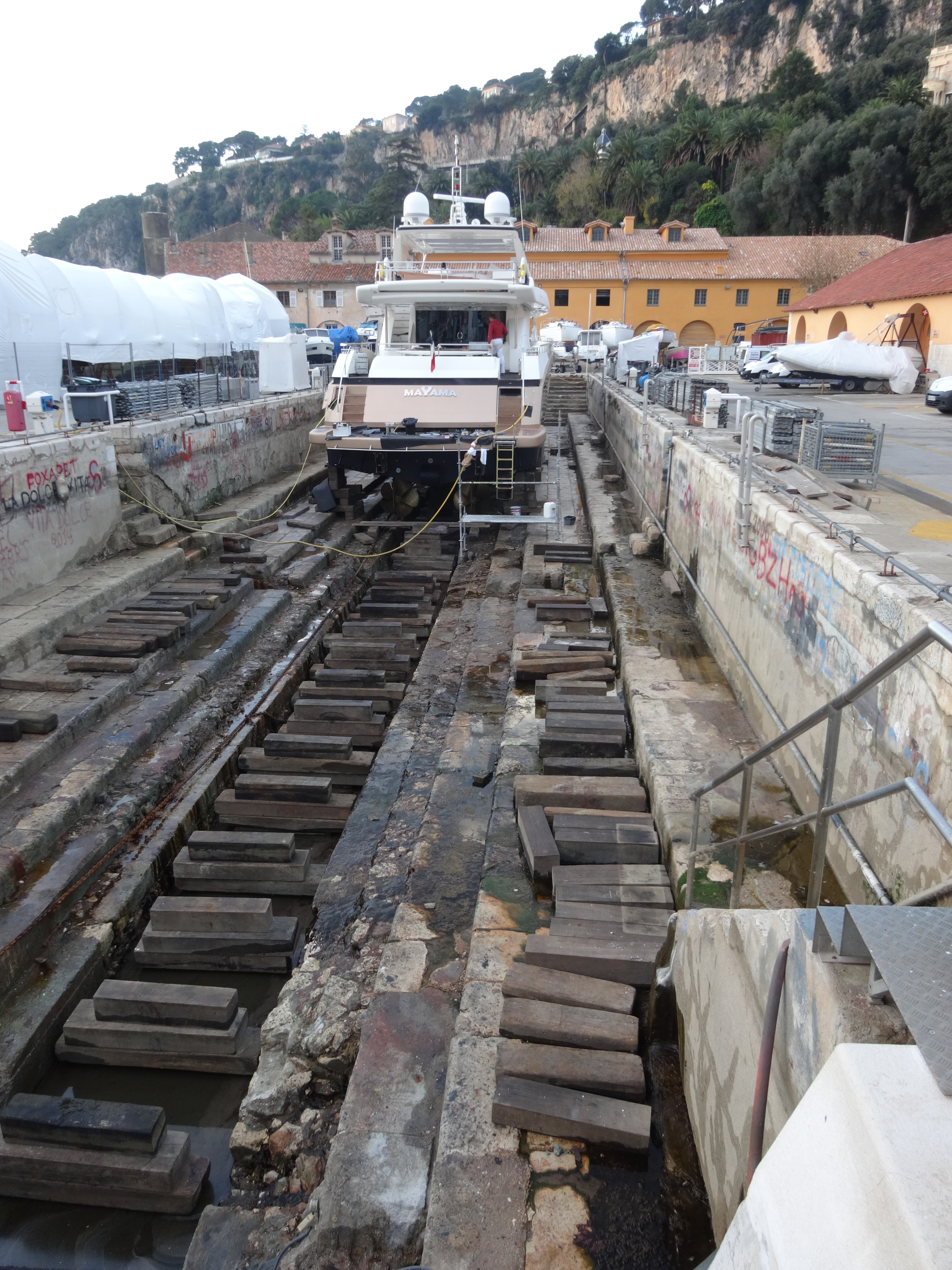
La « forme des galères », bassin de radoub

La « forme des galères » est la construction la plus exceptionnelle de la Darse ; son équivalent en France n’existe qu’à Rochefort. « Ce fut la première forme de ce type construite en Méditerranée : Celle de Toulon ne le fut qu'en 1774 » [Mara de Candido]. Dans ce bassin de radoub couvert à l’origine (cinq arches latérales, parallèles à la forme, soutenaient la toiture), les galères royales étaient construites et entretenues. Longue de 62 mètres sur 12 mètres et superbement appareillée, la forme pouvait accueillir des navires de toutes dimensions. Sa porte monumentale à trois arches et la couverture ont été détruites en 1853 pour permettre le passage de bateaux à roues à aubes. En 1739, la première galère construite dans le nouveau site est lancée : La Santa Barbara.
Le bâtiment situé à l'extrémité du bassin hébergeait les magasins et ateliers de l’arsenal ainsi que la forge. Construit entre 1725 et 1730, il est actuellement connu sous le nom de « vieille forge » bien que la forge n'en occupait que l'extrémité. Il est surmonté d’une élégante cheminée en spirale de style piémontais.

#### 1744-1749: Occupation étrangère
Durant la guerre de Succession d'Autriche, la Darse est occupée par les troupes franco-espagnoles après la chute de la citadelle.

#### 1758: Pirates et corsaires
Les exactions des corsaires anglais se multipliant en rade de Villefranche, une démarche est effectuée en 1758 par l'ambassadeur sarde auprès du roi d'Angleterre. Les actions contre les pirates et corsaires ont constitué la mission principale de la flotte basée dans la Darse au XVIIIe siècle, avec un succès mitigé du fait des faibles effectifs (trois galères au milieu du XVIIIe siècle ; une frégate et deux corvettes en fin de siècle).

#### 1769: L’hôpital des galériens

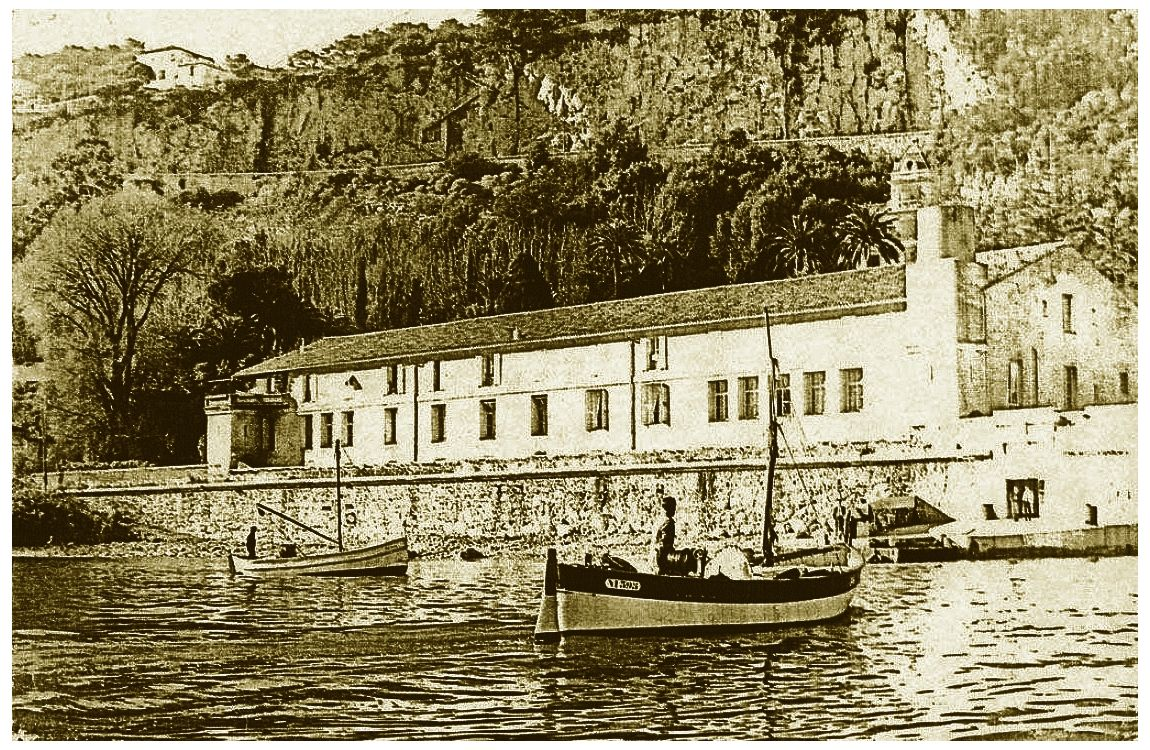
L’ancien hôpital des galériens

À la fois prison et hôpital pour accueillir 200 galériens, le bâtiment comporte de grandes nefs. Dans le pavement se voit encore la trace des anneaux qui retenaient les forçats. Une superbe grille ouvragée isole l’ancienne chapelle des galériens.

#### 1772: La corderie
L’acquisition puis la construction de frégates nécessite de nombreux cordages pour le gréement complexe de ces nouveaux navires. L’assemblage de ces cordages se pratique dans un bâtiment très allongé (165 mètres sur 6 de large) qui fut rehaussé plus tard d’un étage.

#### 1776: Construction d’une première frégate
Dépassées techniquement par les navires de ligne disposant d’une forte puissance de feu, les galères sont progressivement supplantées par des frégates. Les premières frégates, Hermine et Assomption, sont louées à l'Angleterre. Pour permettre la construction de frégates, un nouveau chantier est établi en 1767 à proximité du lazaret (il n'en subsiste que quelques vestiges de quai actuellement). La première frégate construite à Villefranche, la San Vittorio de 32 canons basée sur le modèle d'un navire acheté en Hollande en 1769, y est en chantier à partir de 1776. Sa construction dure deux ans.

#### 1792:1reoccupation française
En 1792, les troupes révolutionnaires envahissent le comté de Nice et prennent sans difficulté le Mont-Alban et la citadelle de Villefranche. Le comté restera français jusqu’au congrès de Vienne (1815) qui le rend au royaume de Piémont-Sardaigne et rattache à celui-ci la Ligurie. Le port royal est alors transféré à Gènes et la Darse de Villefranche perd de son importance.

### Villefranche devient française

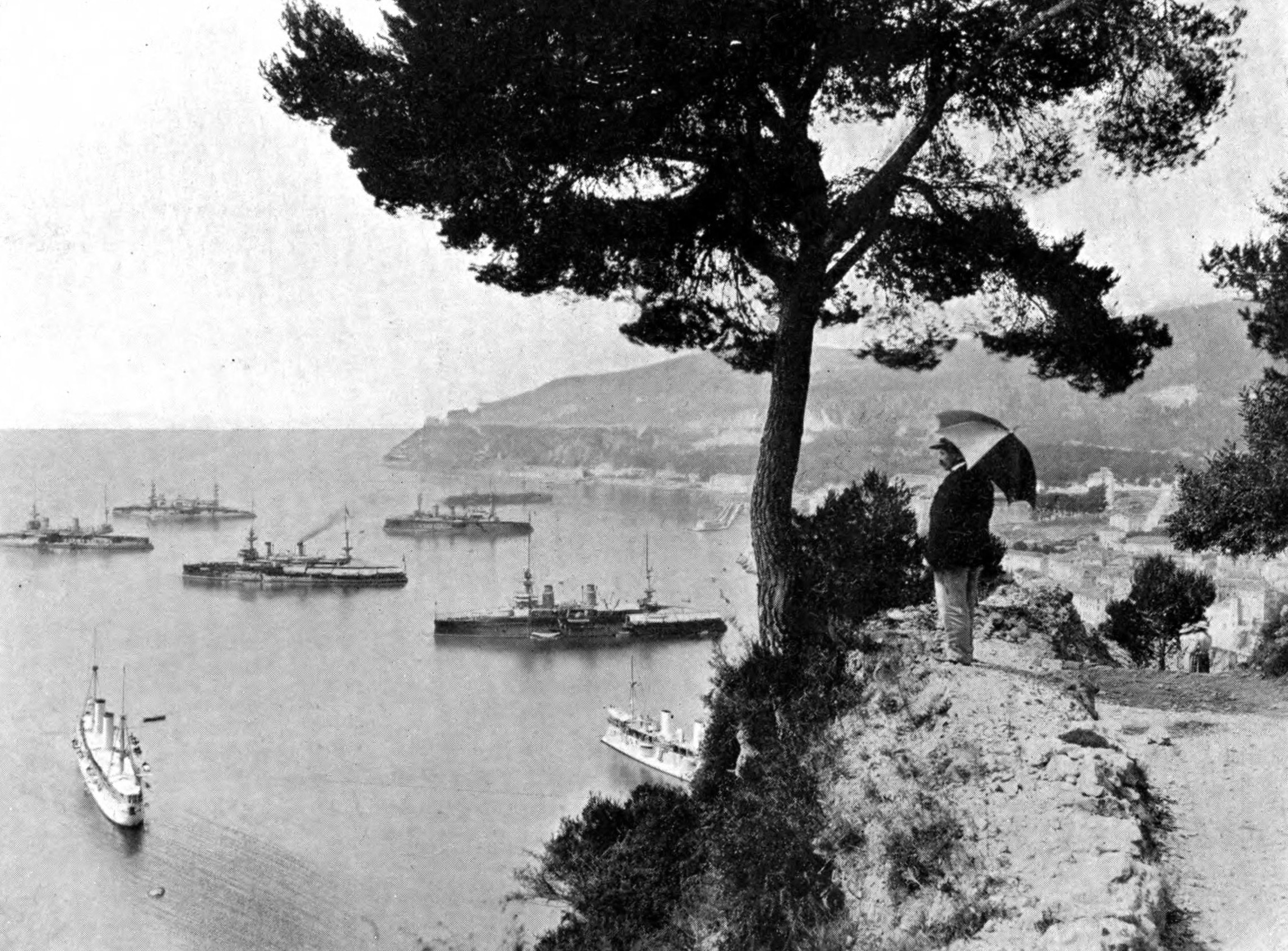
Une flotte de guerre devant la Darse en 1909

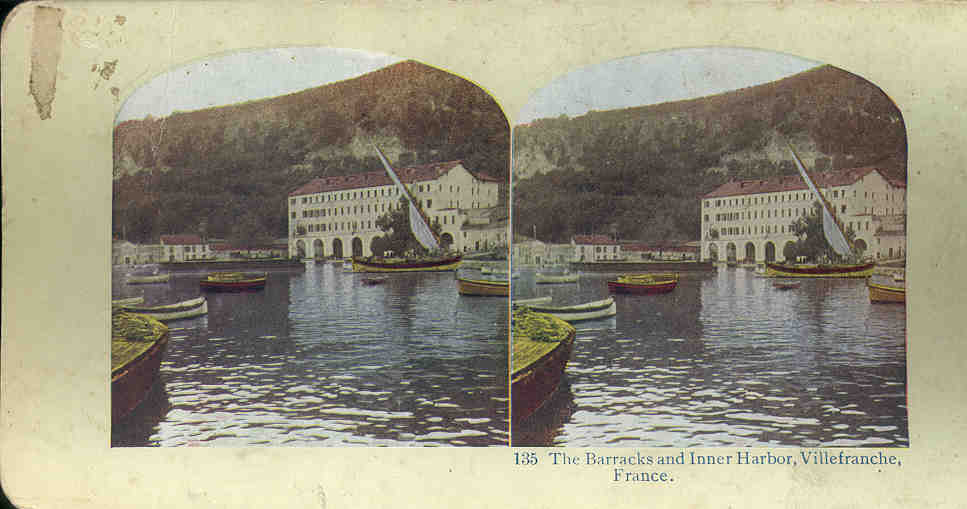
Les voûtes de la Darse et l'ancienne caserne actuellement détruite

### LeXIXesiècle
En 1860, un plébiscite approuve le rattachement du comté à la France. Le 12 septembre, Napoléon III et l’Impératrice débarquent dans le port de la Darse et sont accueillis dans l’enthousiasme.
La rade de Villefranche accueille une escadre russe dont les marins sont basés dans l’ancien hôpital des galériens. Les Russes y créeront en 1884 un laboratoire, prémices de l’actuel observatoire océanologique de Villefranche-sur-Mer.

### LeXXesiècle
Au dessus des actuelles voûtes de la Darse, la caserne de quatre étages qui logeait les soldats du roi de Sardaigne a été détruite à partir de 1942 à cause de sa vétusté.
De 1945 à 1966, Villefranche est le port d'attache de la sixième flotte des États-Unis. Un magasin d'approvisionnement des familles de marins est installé dans l'ancienne corderie.
Un peu à l'écart de Villefranche, le port de la Darse s’assoupit jusqu’à sa récente renaissance comme port de plaisance. Ce relatif oubli protégea peut-être son extraordinaire patrimoine.
Peu à peu, les Villefranchois prennent conscience de leur riche histoire maritime. Les découvertes archéologiques se succèdent dans la rade : La Lomellina, caraque génoise du XVIe siècle, la Santa Dorothea, navire danois coulé en 1693 et une épave tout près de la plage des Marinières. Depuis 1991 plusieurs campagnes de fouilles sous-marines devant la pointe des Deux-Rubes ont permis de retrouver des poteries et vestiges abandonnés par les marins depuis le XVe siècle.
En 1995, une Association pour la sauvegarde du patrimoine maritime de Villefranche-sur-Mer (ASPMV) se constitue à l'initiative de Dominique Tailliez (+ 2008), ingénieur à l’observatoire océanologique de Villefranche-sur-Mer, pour préserver le patrimoine maritime de la Darse. À l'époque le bassin de radoub était menacé d'être partiellement recouvert. Actuellement l'ASPVM valorise le patrimoine du port, en particulier par l'organisation de conférences et par la publication de livres ou vidéos.

## Le patrimoine actuel de la Darse
« Rien de plus élégant que le port de Villefranche, et les édifices qui l’environnent. On croirait voir un plan en relief des arsenaux de Toulon. Les mêmes établissements s’y retrouvent en petit : Il y a un bassin très beau, une darse où les galères du roi de Sardaigne sont à l’abri sous un toit, une corderie, des ateliers de sculpture, de voilerie, des magasins et un bagne pour les galériens » s'exclamait Aubin-Louis Millin en 1808.
Ces bâtiments existent encore actuellement.
Les aménagements du port royal de la Darse datent du XVIIIe siècle. La Darse a été inscrite aux Monuments Historiques en février 1991,.
Cette protection concerne :

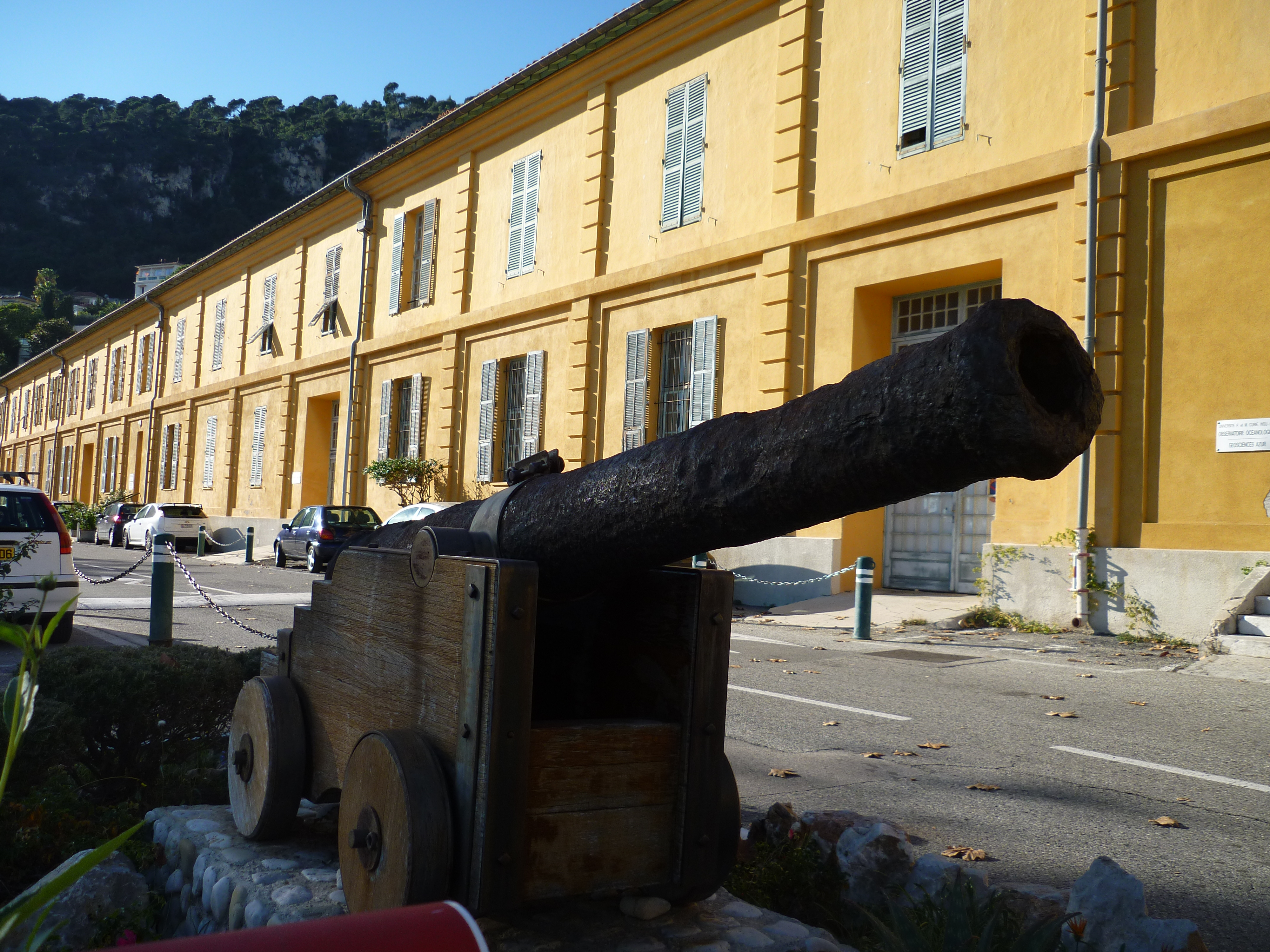
La corderie créée en 1772

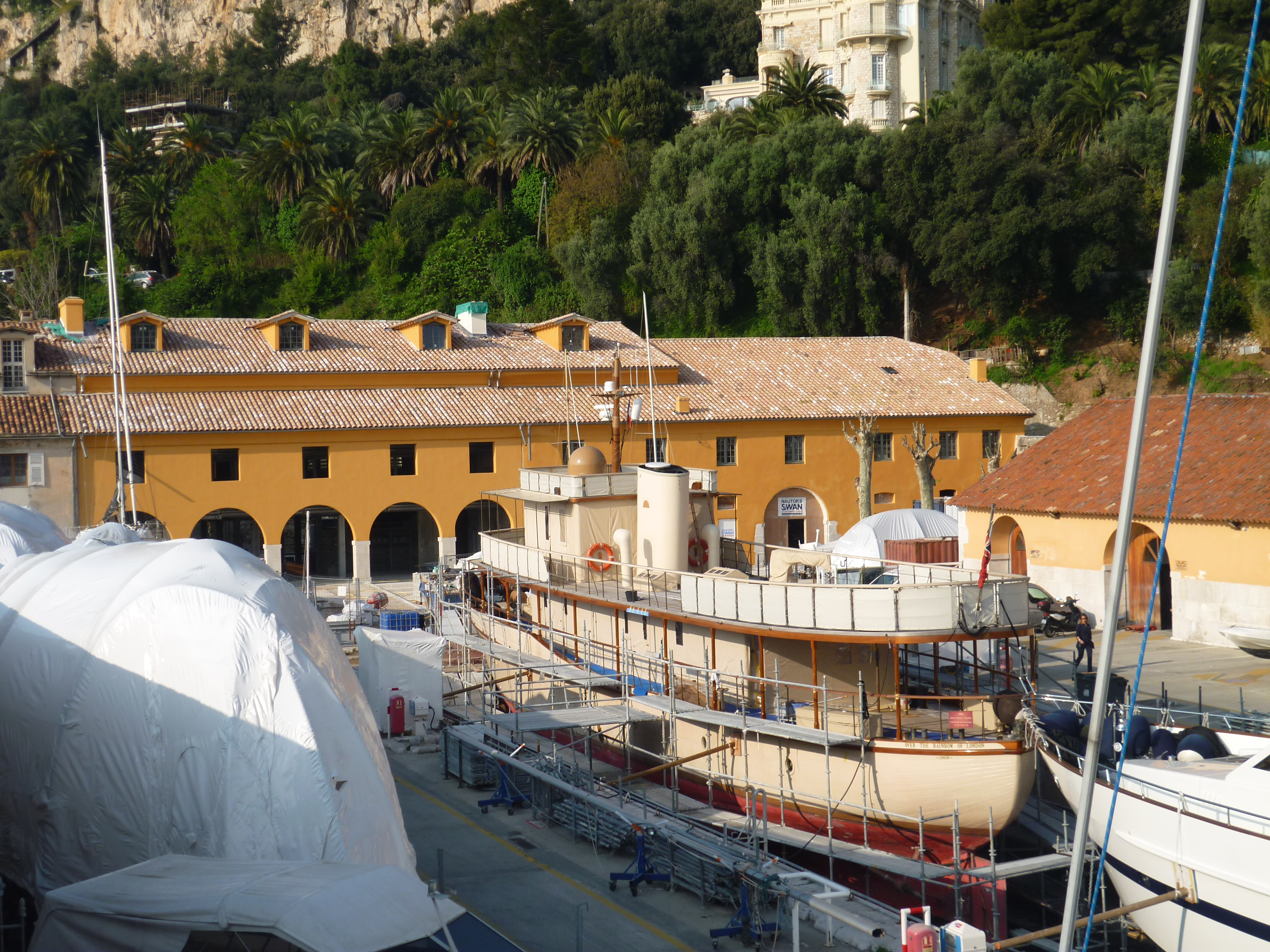
Bâtiment de la « Vieille Forge » en fin de restauration. Au premier plan le yacht Over the Rainbow of London dans le bassin de radoub.

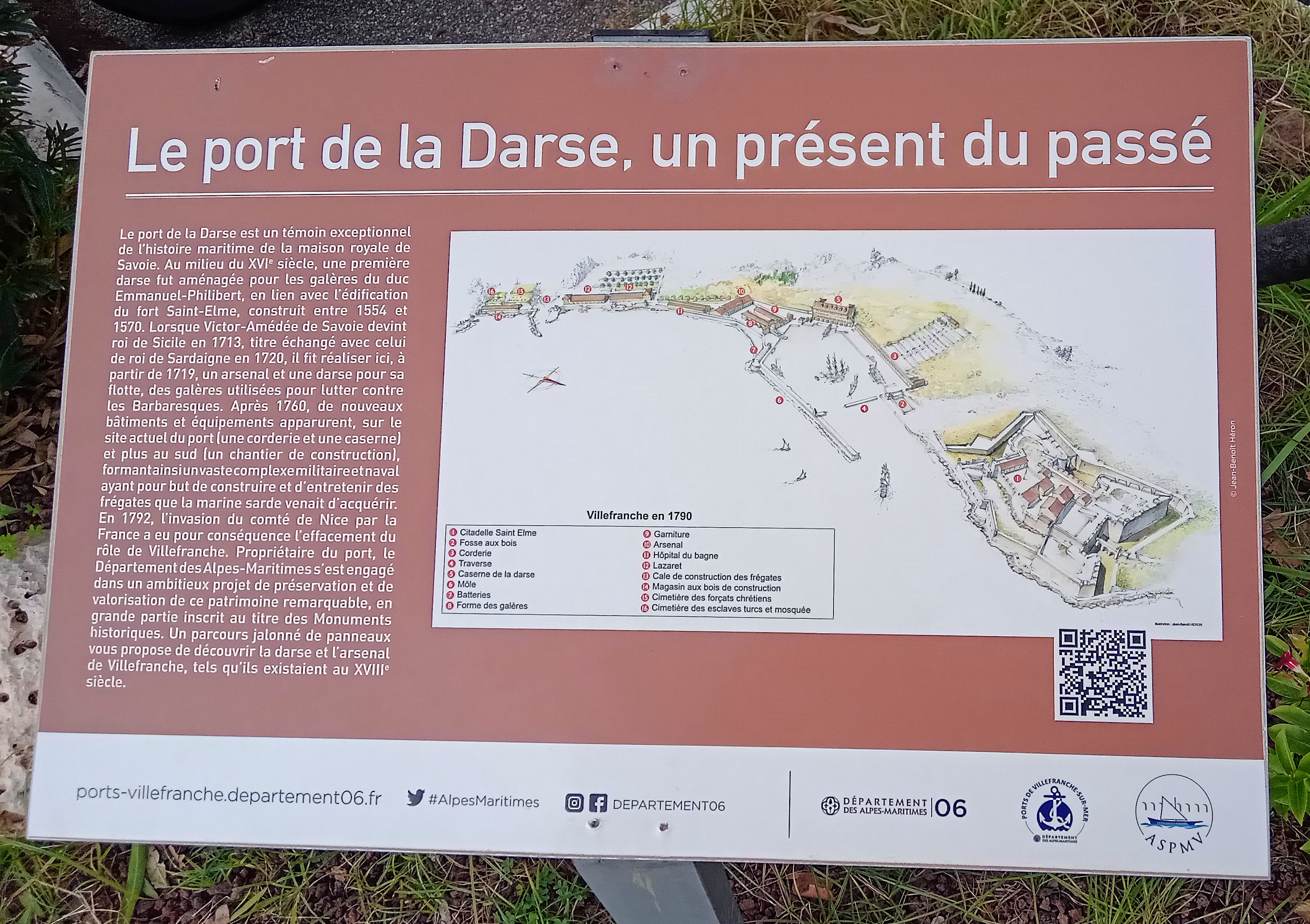
Début de la signalétique des centres d'intérêt du port royal.

- Bassin de radoub, 1730 : D’une longueur de 62 m pour 12 m de large, fermé par une porte-bateau, c’est une des rares constructions de ce type sur la façade méditerranéenne. Le bassin de radoub servait à la construction des galères. Il était à l’origine couvert et fermé par une porte monumentale[7].
- « Vieille forge », 1725/1730 : Elle est constituée d’une grande salle voûtée en deux parties et de galeries basses également voûtées. Elle est dominée par une spectaculaire cheminée « piémontaise ». La réhabilitation de la Vieille forge a été achevée en 2014 avec le soutien de la Fondation du patrimoine.
- Corderie, 1772 : Primitivement à un seul niveau, elle est longue de 165 m. Dans un document d’époque, la corderie est qualifiée de « galerie couverte pour la filature des cordages dans la Darse de Villefranche ».
- Voûtes des « magasins pour la chiourme des galères », 1719-1774 : Situées à l’entrée de longues nefs, jusqu’à une profondeur de 50 m, ces voûtes marquaient l’entrée d’un quartier militaire et d’entrepôts de mats et avirons des galères. Elles étaient surmontées par une caserne détruite au XXe siècle. Au fond d'un local situé dans une des voûtes, on a retrouvé en 2000 une chapelle du XVIIIe siècle destinée aux galériens, surmontant un bassin alimenté par une source[22].
- Hôpital pour la chiourme des galères, 1767-1769 : Prison et hôpital pour environ 200 galériens, le bâtiment de 70 mètres de long jouxte le chemin de ronde. Dans la grande nef à deux bas-côtés, les dalles du sol montrent encore la trace de l’implantation des chaines et une grille métallique monumentale isole l’ancienne chapelle. L'entrée est surmontée d'un superbe linteau armorié en date de 1769.
- Môle et chemin de ronde, 1725 : Le môle comportait une mosquée pour les galériens turcs, détruite par une tempête en 1773. Des niches avec des croix de Savoie servaient de cuisines aux galériens.
- Lazaret, 1669 : Construit à l’écart de la darse, le lazaret permettait la mise en quarantaine des hommes et des marchandises. De ce vaste ensemble comportant trois grands bâtiments et onze hangars ne subsiste qu’une petite tour à un étage surmontée d’un toit aux tuiles vernissées.

Un détail caché : « Deux anneaux de bronze », datés de 1727 et frappés des armes de Savoie, subsistent le long des quais de la Darse. Ils étaient probablement destinés à supporter des oriflammes.
Au centre des grilles de plusieurs bâtiments de la Darse apparaissent les armoiries du principal ordre du royaume de Piémont-Sardaigne, l'ordre des Saints-Maurice-et-Lazare.
L’entrée de la Darse est défendue par la citadelle Saint-Elme, construite sur ordre d’Emmanuel-Philibert, duc de Savoie, durant la seconde moitié du XVIe siècle.
Une série de panneaux apposés sur les bâtiments anciens de la Darse constitue un circuit de découverte des principaux centres d'intérêt de l'ancien port royal.

## Un port bien vivant

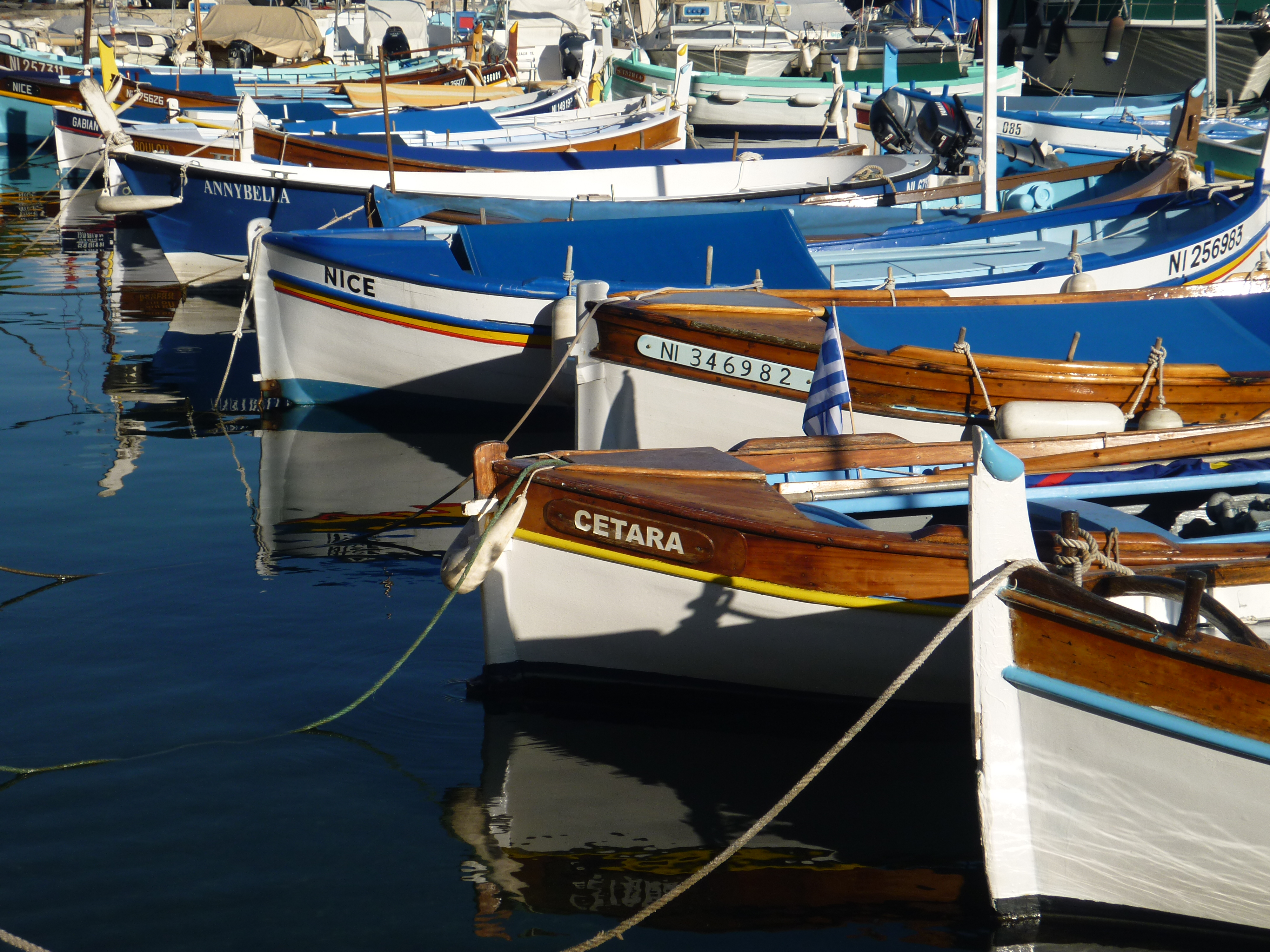
Pointus dans la Darse

Au XXIe siècle, la Darse de Villefranche est le siège de nombreuses activités :
- La Darse est devenue principalement le port de plaisance[15] de Villefranche.
- L’hôpital des galères et la corderie accueillent désormais l’observatoire océanologique de Villefranche-sur-Mer.
- Dans et autour du bassin de radoub, une société de réparation navale a pris la suite du chantier naval Voisin, actif de 1928 à 1988[23].
- Les voûtes de la Darse abritent deux chantiers navals spécialisés dans l'entretien des bateaux traditionnels en bois : Les chantiers Pasqui et Masnata.
- Depuis 1991, la Darse est le port de départ pour des campagnes de fouilles archéologiques dans la rade organisées chaque année par Anao, l'aventure sous-marine[24].
- De nombreux pointus traditionnels sont regroupés dans la Darse par l’Association des bateliers – plaisanciers de Villefranche (ABPV)[25] qui organise chaque automne une série de régates, la « Resquilhada ».
- Depuis juillet 2000, la darse de Villefranche est le port d'attache de la réplique d'une embarcation de 1796 : la yole de Bantry Laïssa Ana labellisée « Bateau d'intérêt patrimonial ».

## Galerie

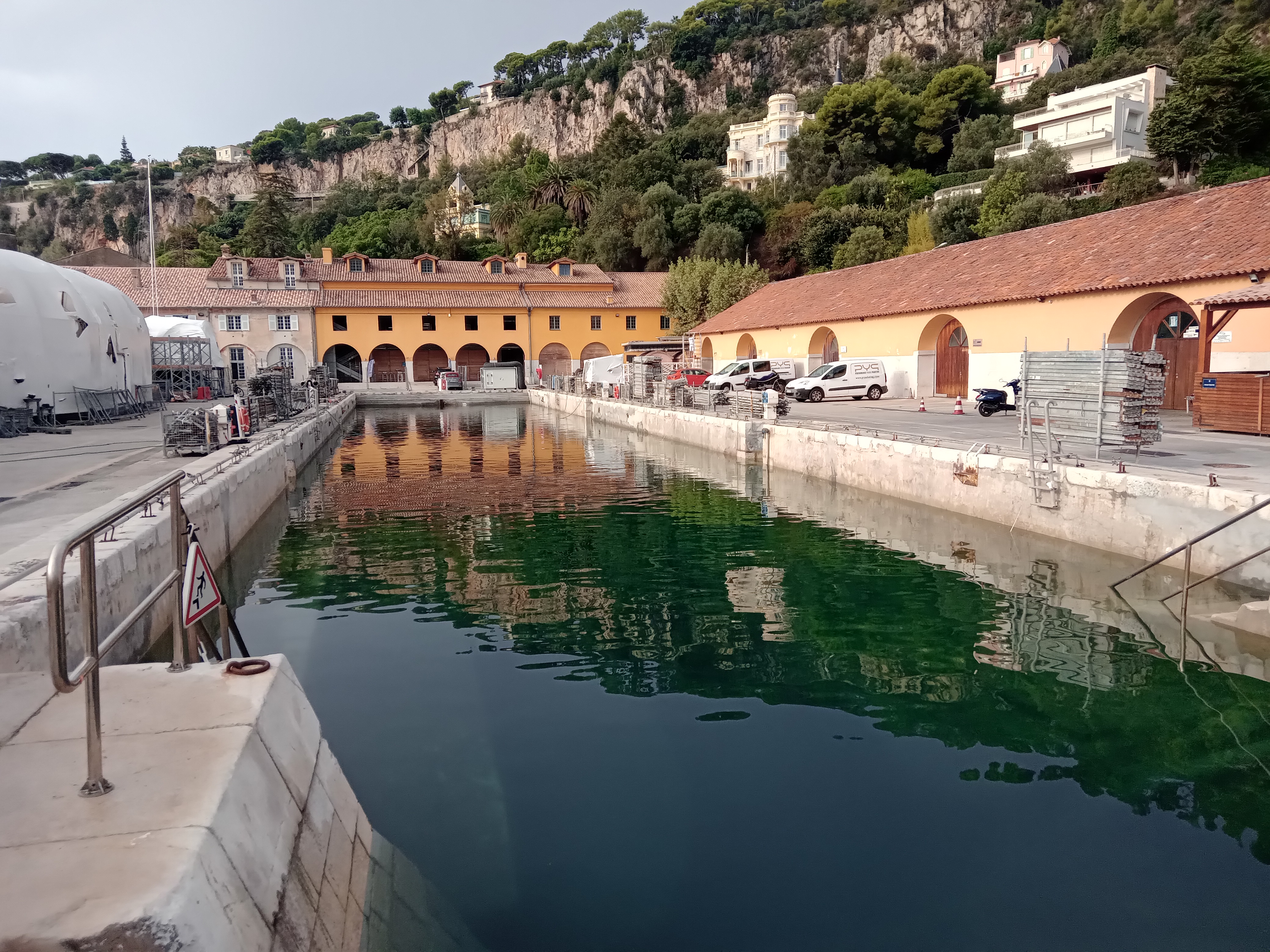
Bassin de radoub à flot
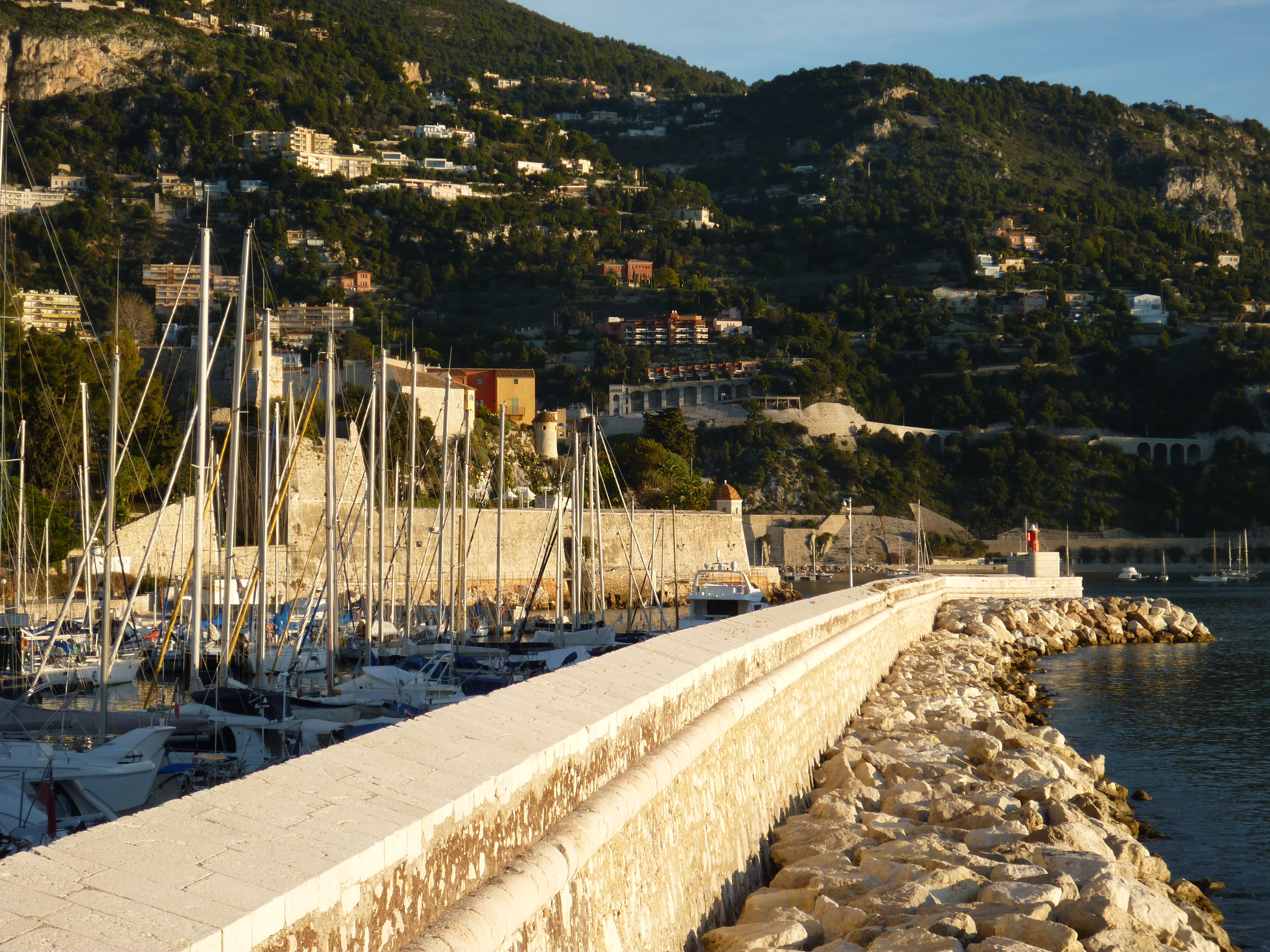
Môle de la Darse
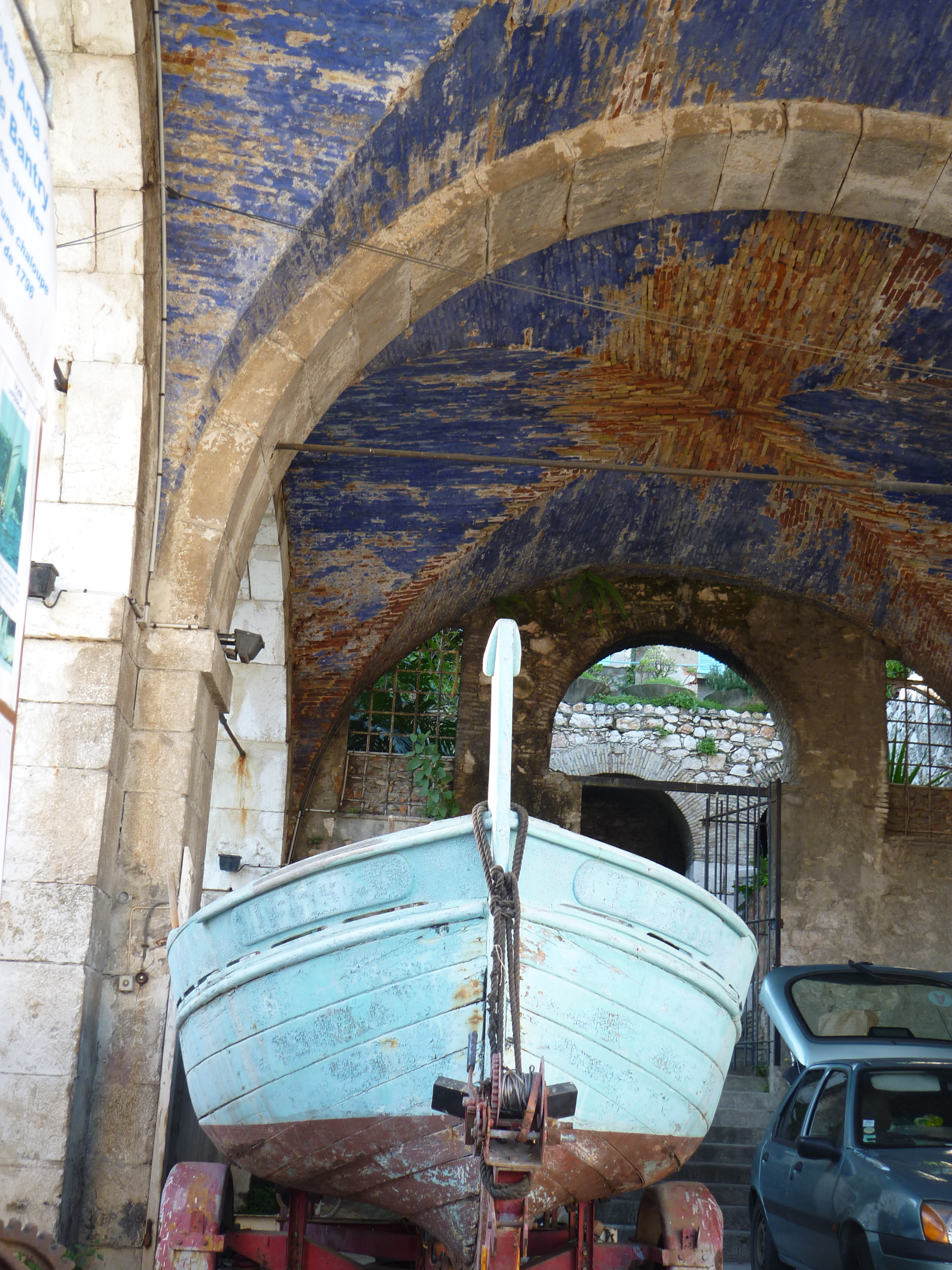
Voûtes de la Darse
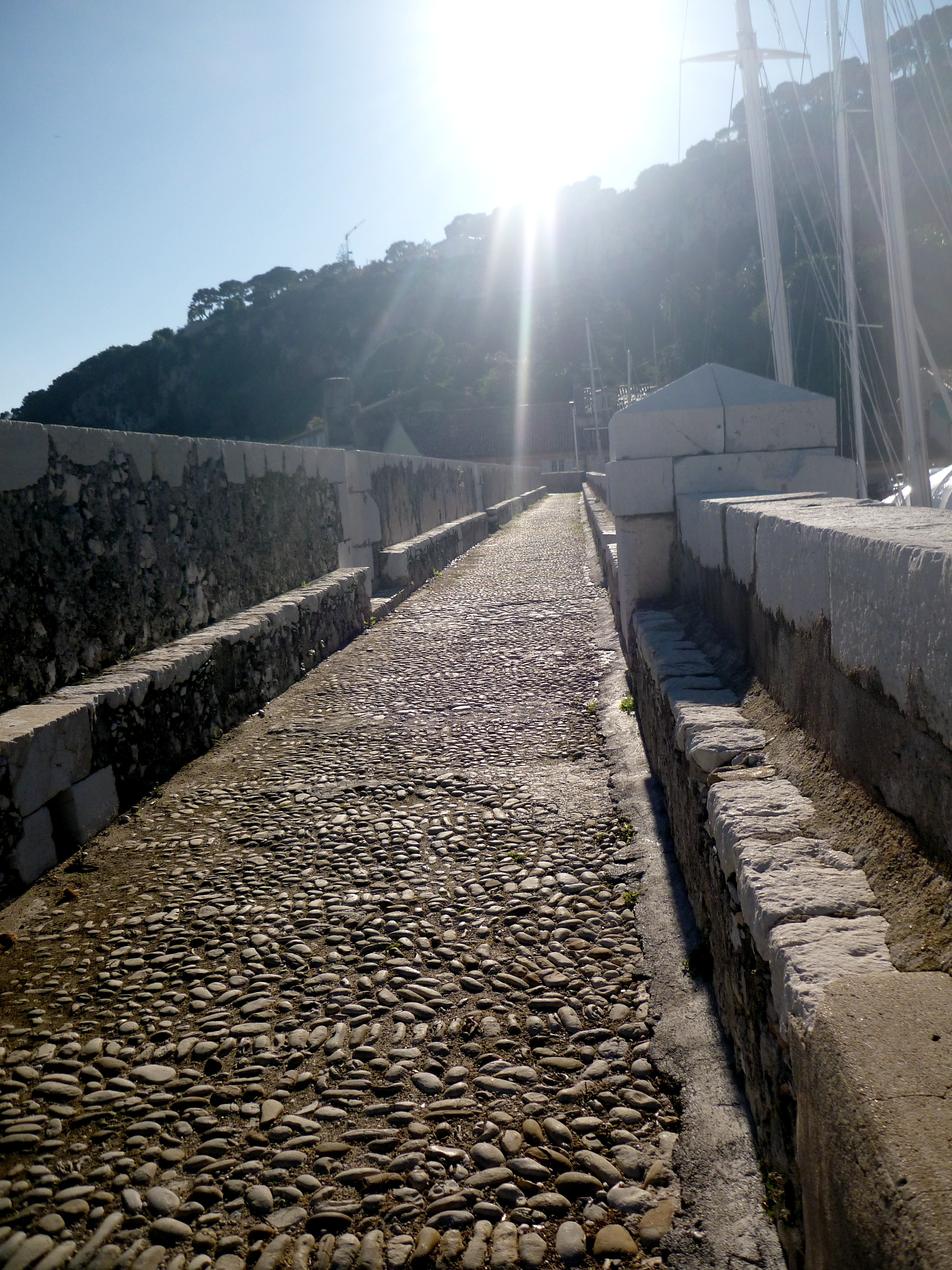
Chemin de ronde
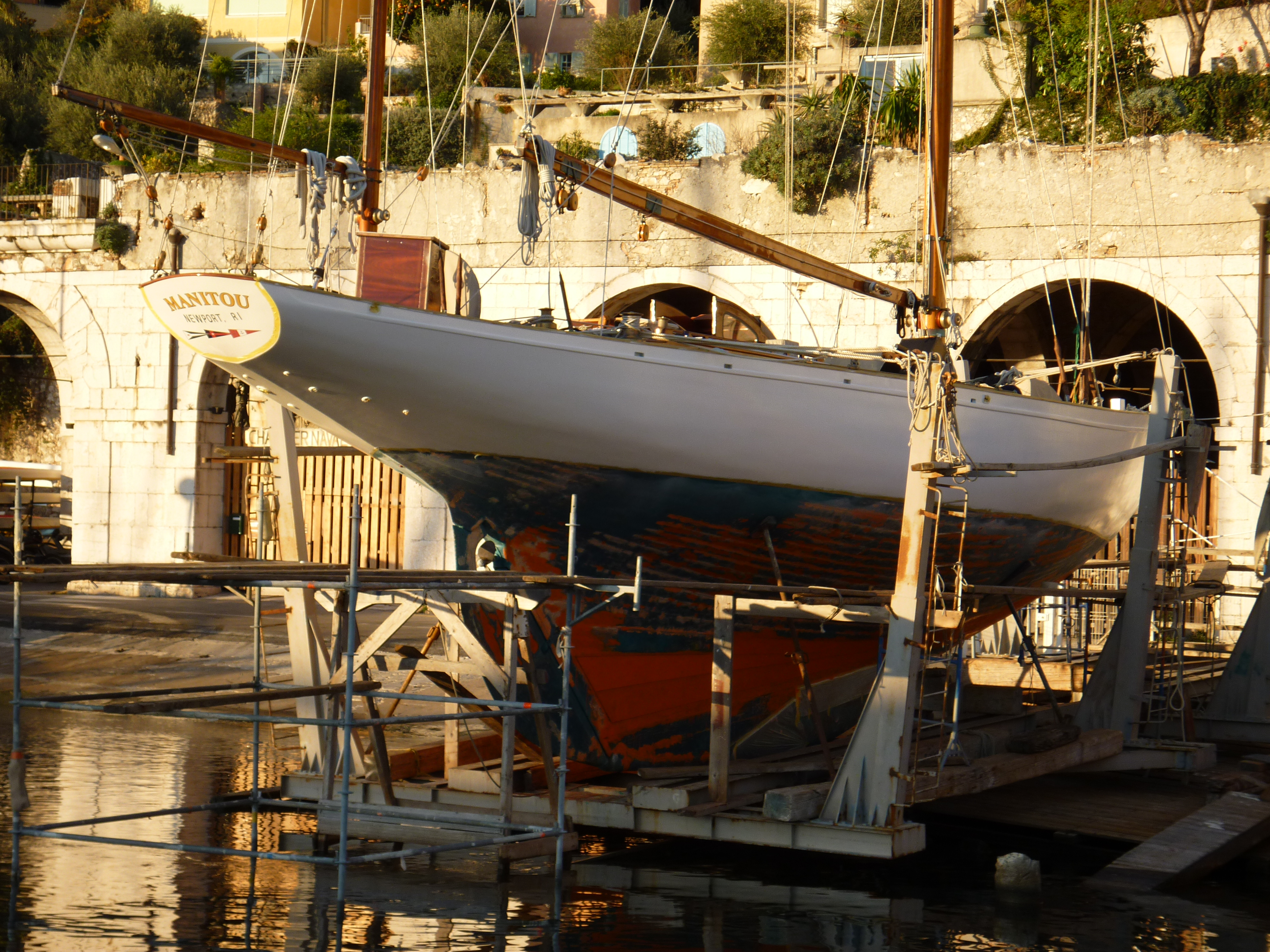
Chantiers navals avec ateliers installés dans les voûtes
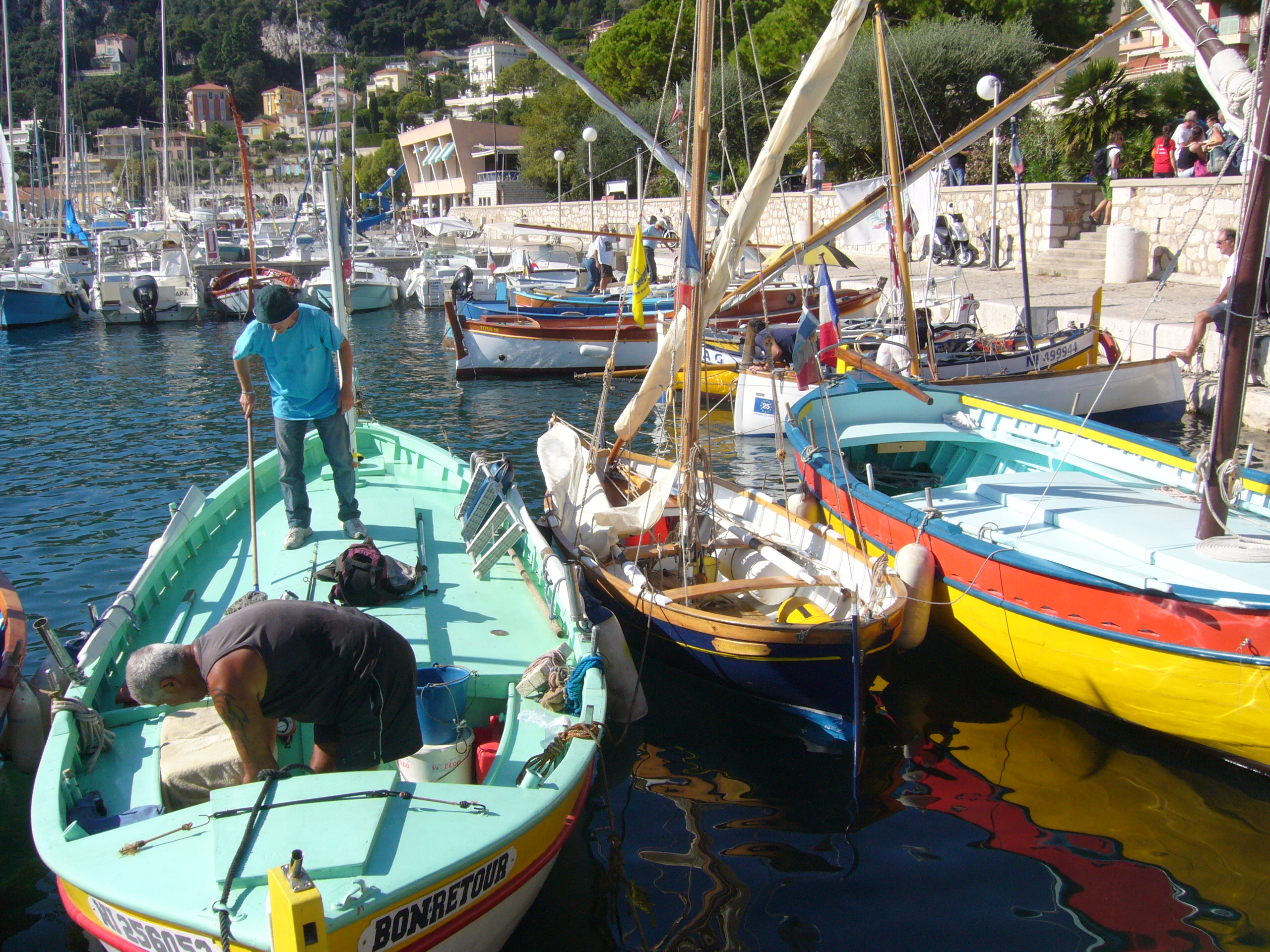
La Darse durant le rassemblement de bateaux traditionnels de la « Resquilhada »
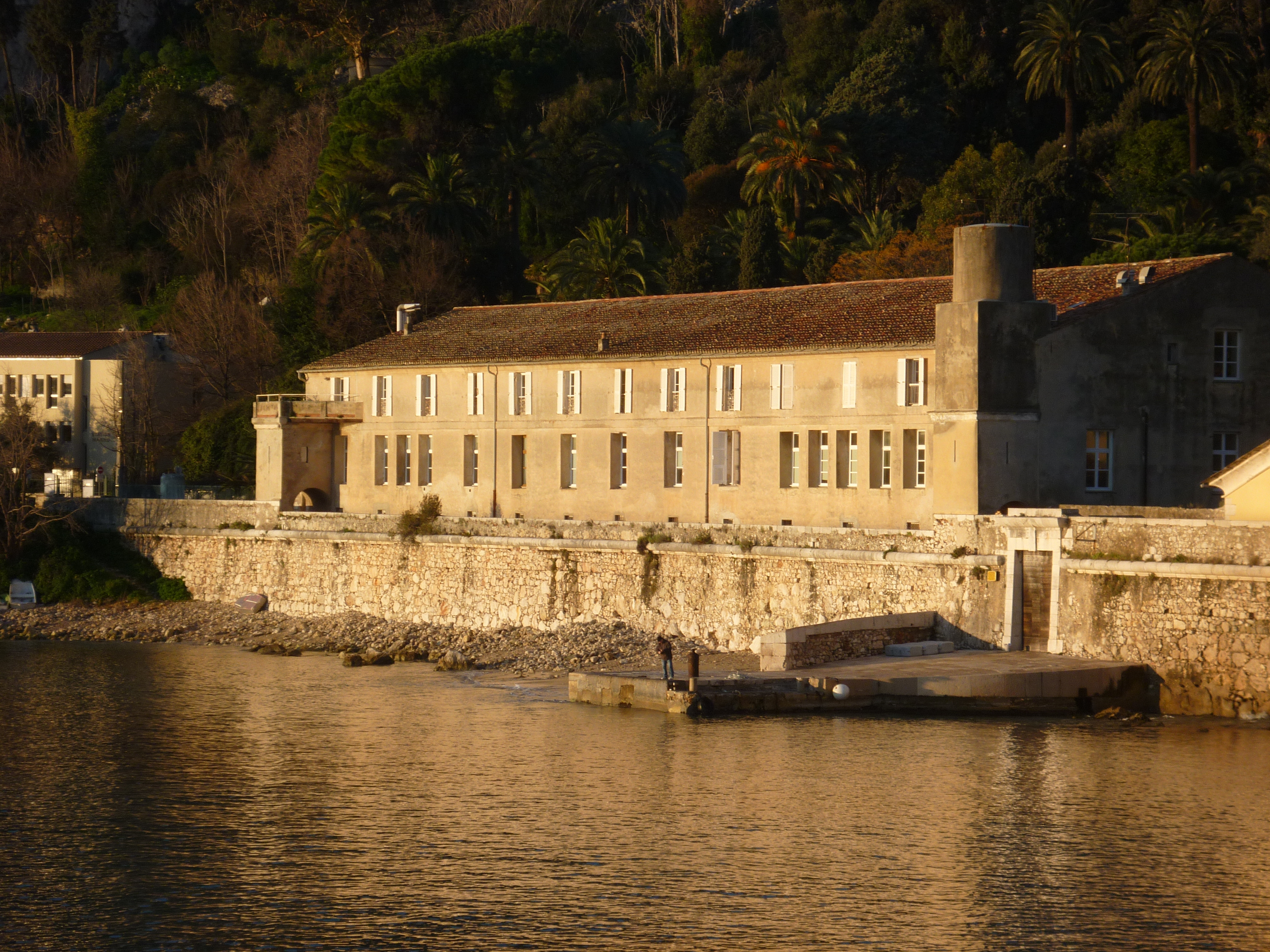
Bâtiment de l'Ancien hôpital des galériens
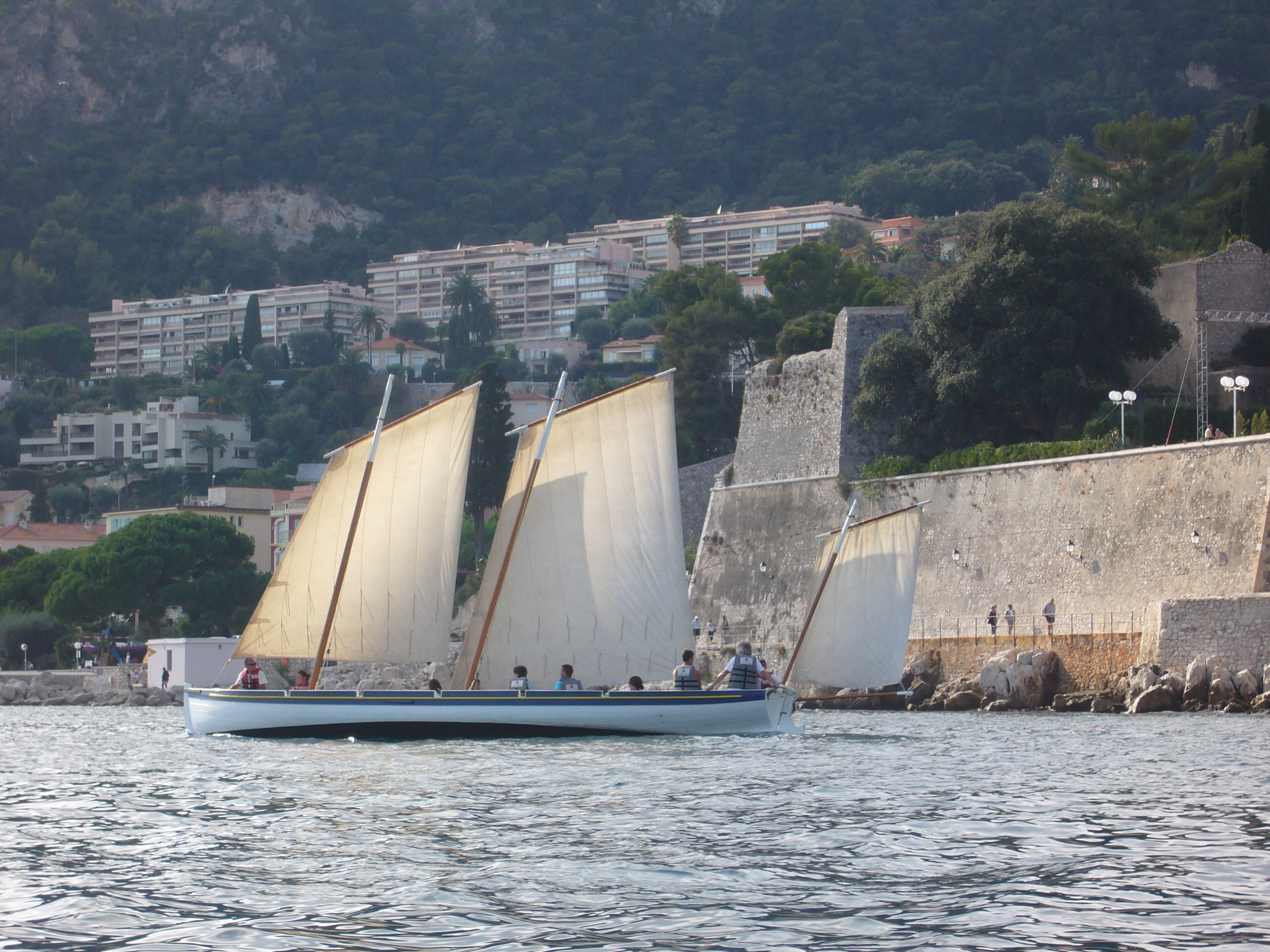
La yole Laïssa Ana naviguant à l'entrée de la Darse
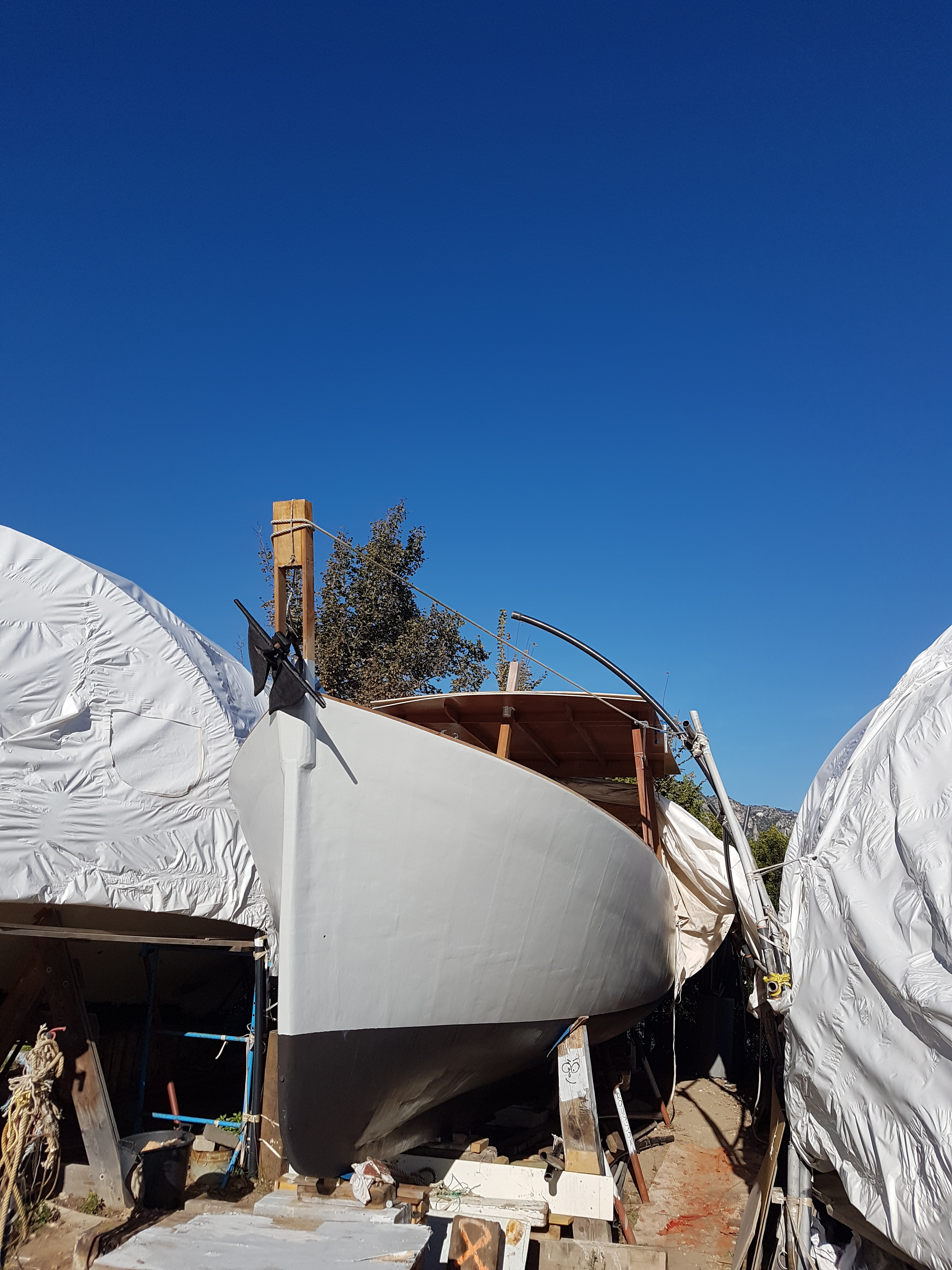
Restauration de la Pilotine "Trait d'union" sur le terre plein Rochambeau